# Дорін Гоян
До́рін Го́ян (рум. Dorin Goian; нар. 12 грудня 1980, Сучава) — румунський футболіст, який завершив ігрову кар'єру, захисник. Виступав за національну збірну.

## Ігрова кар'єра
З 2004 року по 2009 рік виступав за клуб «Стяуа» (Бухарест). У 2009 році перейшов до італійського клубу «Палермо».
У серпні 2010 року Гоян отримав травми коліна і голеностопа і вибув з гри на 40 днів.
25 липня 2011 року підписав контракт з шотландським клубом «Рейнджерс» строком на 3 роки.
У серпні 2016 року Дорін оголосив про завершення кар'єри.

## Кар'єра тренера
З 2017 по 2020 очолював футбольний клуб «Буковина» (Радівці).

## Досягнення
«Стяуа»
- Чемпіон Румунії (2): 2004/05, 2005/06